# Rasseltrommel

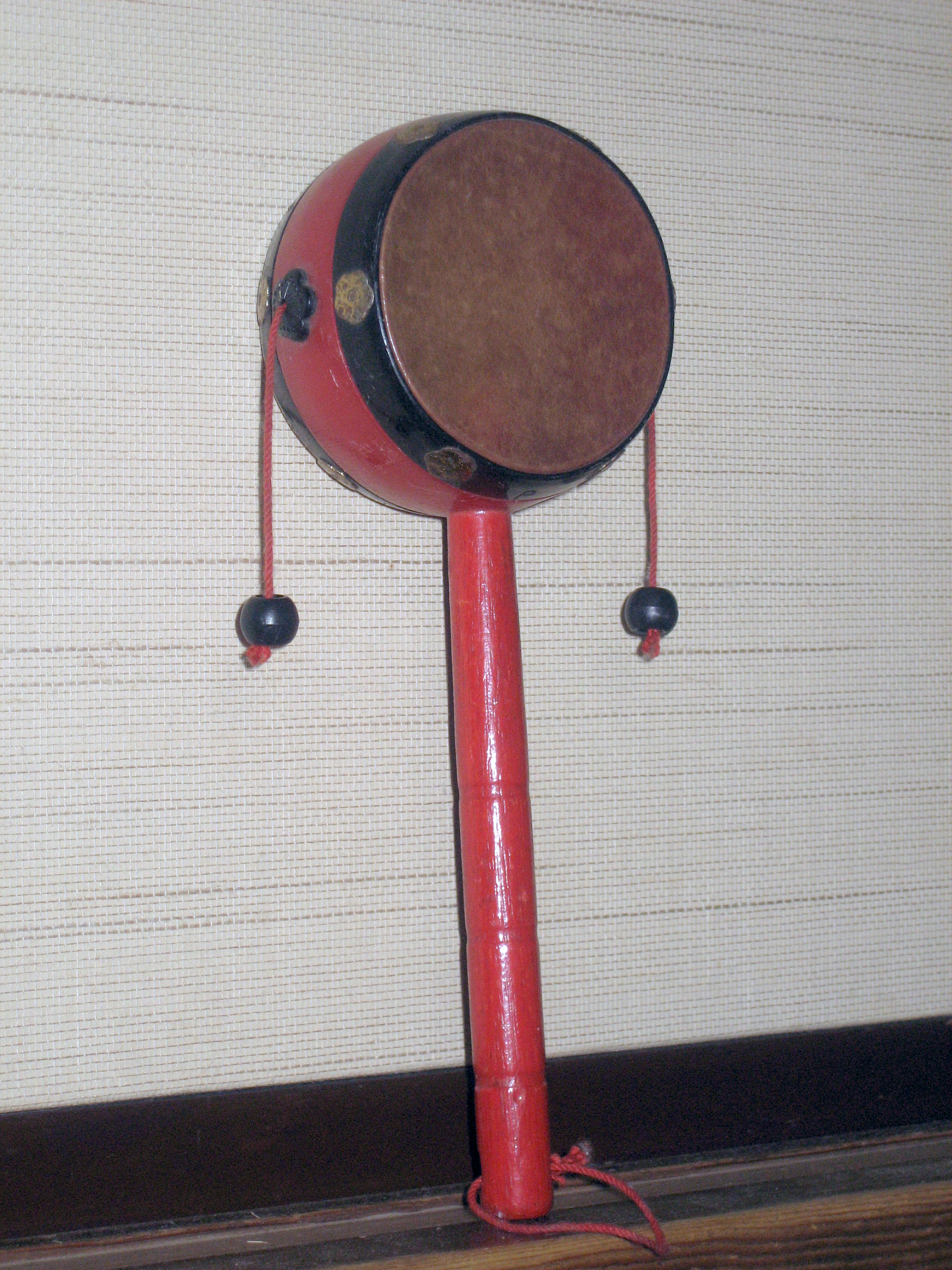
Die japanische denden daiko ist die typische Form einer Klappertrommel mit zwei an Schnüren herabhängenden Schlagkügelchen.

Rasseltrommeln sind indirekt angeschlagene Trommeln, die geschüttelt oder schnell um die eigene Achse gedreht werden, damit im Innern eingeschlossene oder außen an Schnüren befestigte Kügelchen gegen zwei Trommelfelle stoßen und so eine Schlagfolge oder ein prasselndes Geräusch hervorrufen. Gemäß der Hornbostel-Sachs-Systematik erfolgt die Unterteilung in einzelne Rasseltrommeltypen nach der Form des Korpus wie bei den unmittelbar, also mit Stöcken oder mit den Händen geschlagenen Trommeln.
Rasseltrommeln sind als Kinderspielzeuge verbreitet; sie werden ferner bei religiösen Ritualen, von Straßenmusikern und von Gauklern zur geräuschhaften Untermalung ihrer Vorführungen eingesetzt. Ihr historisches Verbreitungsgebiet ist Mesopotamien, der antike östliche Mittelmeerraum, Indien und Ostasien.

## Bauform
Es werden nach der Anordnung der Schlagkügelchen zwei Typen unterschieden:
1. Von außen mit Kugeln an Schnüren angeregte Rasseltrommeln, die auch Klappertrommeln genannt werden, haben üblicherweise die Form beidseitig bespannter Rahmentrommeln mit Stiel (Stieltrommeln) oder Sanduhrtrommeln. Ihr Korpus ist häufig mit einem Stiel versehen, an dem sie durch die Bewegung des Handgelenks nach beiden Seiten gedreht werden. Alternativ kann der Stiel zwischen beiden aneinander reibenden Handflächen zum Rotieren gebracht oder das Trommelfell mit einer Hand geschlagen werden. Ein Stiel an Rahmentrommeln ist ansonsten typisch für die bei Kulthandlungen in Nordasien verwendeten einfelligen Schamanentrommeln sowie den zweifelligen tibetischen Ritualtrommeln (rnga), zu denen auch die von Schamanen in Ostnepal verwendete, mit Rasselkörpern gefüllte dhyangro gehört, und kommt noch bei der seltenen, nur im Jemen gespielten einfelligen sahfa vor.
2. Im Innern eingeschlossene Kügelchen sollten beim Schütteln ungehindert eine gewisse Wegstrecke zurücklegen, damit sie mit dem nötigen Impuls auf die Membran treffen, weshalb diese Gruppe von Rasseltrommeln meist die Form einer zylindrischen Röhrentrommel besitzen. Der perkussive Effekt entsteht hierbei wie bei den zu den Idiophonen zählenden Gefäßrasseln; die gängige Instrumentenklassifizierung unterscheidet weder nach Einsatzgebiet, Spielweise oder Korpusform, sondern einzig ob die Schwingungen von einer Membran oder direkt von der Gefäßwand ausgehen. Die eine Position zwischen Idiophonen und Membranophonen einnehmenden Rasseltrommeln stehen mit ihrem geräuschhaften Klangergebnis den Rasseln näher als den Trommeln, die hörbare Einzelschläge hervorbringen.

## Herkunft und Verbreitung

### Mesopotamien, Orient
Klappern erscheinen auf Rollsiegeln zusammen mit den ältesten, aus Mesopotamien bekannten Fragmenten einer Leier in der ersten Hälfte des 3. Jahrtausends v. Chr. in den Königsgräbern von Ur. Vereinzelt finden sich in der Zeit der 1. Dynastie in Ur und später in der Stadt Akkad (Mitte und Ende 3. Jahrtausend v. Chr.) Abbildungen von Sistren (Handgriffrasseln), die auch als Handgriffklappern interpretiert werden können. Während der Neusumerischen Zeit (um 2000 v. Chr.) verwendeten die Tänzerinnen bei kultischen Tänzen anstelle der bisherigen Klappern nun kleine runde Rahmentrommeln. Die frontal im Stehen dargestellten Frauen halten das Instrument mit beiden Händen vor der Brust. Bei dieser Spielhaltung könnte es sich auch um Rasseltrommeln handeln, die mit Körnern gefüllt sind. Die Körner würden symbolisch eine Beziehung zum Charakter der Figuren als Muttergottheit darstellen, die einen Fruchtbarkeitskult verkörpern. Solche Rasseltrommeln gingen in Mesopotamien nach Ansicht von Wilhelm Stauder wahrscheinlich der Entwicklung der Rahmentrommel voraus. Bis zur ersten Hälfte des 2. Jahrtausends v. Chr. war anstelle der früheren Rasseltrommel eine einfellige kleine Rahmentrommel zum wichtigsten Rhythmusinstrument geworden. Die Tänzerinnen hielten nun die Rahmentrommel an die linke Schulter gepresst und spielten sie vermutlich, der steifen Körperhaltung nach zu urteilen, in einem festgelegten Ritual und mit den Fingern beider Hände, wie es bis heute bei arabischen Rahmentrommeln (arabisch tabl für Trommel allgemein) üblich ist. In der assyrischen Zeit wurden bei Kulttänzen anstelle von Klappern und Händeklatschen Rahmen- oder Rasseltrommeln verwendet. Eine Tanzdarstellung unter Assurbanipal (Mitte 7. Jahrhundert v. Chr.) zeigt die Akteure, wie sie musizieren, singen und sich in einem Schreittanz bewegen.
Die schriftlich fixierten Namen der mesopotamischen Musikinstrumente sind bis auf eine Ausnahme – den der großen Kesseltrommel lilissu – nicht Abbildungen zugeordnet und ihre Form wird nicht beschrieben, weshalb sie sich nur schwer klassifizieren lassen. Die sumerische Bezeichnung für Musikinstrumente allgemein war offensichtlich balag (balaggu). Im engeren Sinn bezog sich der Ausdruck auf die Leier, damals das wichtigste im Kult verwendete Instrument. Spätestens seit altbabylonischer Zeit bezeichnete balag auch oder im Besonderen eine Trommel, weil Trommeln nun gegenüber den Saiteninstrumenten in den Vordergrund traten. Zur Unterscheidung zwischen Trommel und Saiteninstrument ergänzten die Babylonier das Wort für Saiteninstrument zu giš.balag (giš bedeutet „Holz“) und die Trommel zu mašak balaggu, entsprechend der früheren Bezeichnung kuš.balag. Eine Wortergänzung zu kuš.balag.di bezog sich vermutlich auf die kleine runde Rasseltrommel. Synonyme hierzu waren möglicherweise mašak timbutu und mašak telitu. Hierzu würde passen, dass „Grille“ timbut eqli, wörtlich „Trommel des Feldes“ genannt wurde. Aus den Wortbildungen für die Rahmen- und Rasseltrommel geht möglicherweise hervor, dass die runde Trommel nicht nur kleiner war als die Leier, sondern auch als Tanzinstrument gegenüber der als göttlich aufgefassten Leier eine geringere Bedeutung besaß. Leiern und Harfen wurden in der frühen sumerischen Zeit nicht zur Begleitung von Tänzen verwendet. Solche Überlegungen dienen zur Klärung, ob bei den Ausdrücken Saiteninstrumente oder Trommeln gemeint waren. Das lautmalerische sumerische Wort ḫar.ḫar könnte ebenfalls Rasseltrommel bedeutet haben.
Im Alten Ägypten wurde eine große Zahl unterschiedlicher Idiophone in der Kultmusik verwendet: Metallrasseln, Gefäßrasseln aus Ton, Zimbeln und Glöckchen. Hinzu kamen mit Händen geschlagene Kesseltrommeln und im hellenistischen Ägypten Rasseltrommeln. Diese waren im Alten Ägypten noch unbekannt, wurden aber allgemein in der Antike im östlichen Mittelmeerraum und in Kleinasien bei Kulten verwendet. Sie waren mit Körnern gefüllt, manchmal auch mit kleinen Schneckengehäusen oder Sand.
In der frühislamischen Zeit entwickelte sich das Fußstampfen und Händeklatschen im Orient zu einer differenzierten musikalischen Form. Bereits Ṭuwais (632–710), der erste berühmte Sänger der arabischen Musik, trat in Medina ohne Melodieinstrumente allein von der Gefäßklapper qaḍīb begleitet auf, die als qarqaba bis heute im Maghreb vorkommt. Die Gefäßklappern hatten die Araber von der liturgischen Musik der Koptischen Kirche in Ägypten übernommen, in der bis heute zudem verschiedene Stielglocken geschüttelt werden. Zur orientalischen Kultmusik gehören besonders Handgriffrasseln, im Koran genannte Gefäßrasseln oder Schellen, Sistren und ferner die Rasseltrommeln mit eingeschlossenen Anschlagkügelchen und in Ägypten die Klappertrommeln.
Heute wird die Rasseltrommel in Ägypten bei religiösen Jahresfeiern, etwa am Geburtstag des Propheten (Maulid an-Nabī) gespielt. Ihr aus einem Holzstreifen oder aus Blech gefertigter Rahmen hat einen Durchmesser von 14 bis 15 Zentimetern bei etwa vier Zentimetern Höhe. Ein 40 Zentimeter langer Stab führt durch zwei gegenüber liegende Löcher mitten im Rahmen und ragt an der Oberseite etwas heraus. An beiden Seiten des Rahmens ist je eine Schnur mit einem durchbohrten Maiskorn am Ende befestigt. Die Membran aus Tierhaut oder starkem Papier produziert dumpfe Schläge.
Ein Perkussionsinstrument typologisch zwischen dieser Rasseltrommel und einem Sistrum verwenden die orientalischen Christen von den Maroniten im Libanon bis zu den griechisch-orthodoxen Christen in Ägypten unter dem Namen marāwe, auch  al-mirwaḥa (arabisch „der Fächer“) oder al-mirāh („der Spiegel“). Bei bedeutenden Festgottesdiensten schreitet der Priester durch die Kirche, begleitet von zwei Assistenten mit je zwei marāwe. Instrumentenkundlich handelt es sich um ein Schüttelidiophon (genauer eine Rahmenrassel), das aus einer runden Metallscheibe an einem langen Stiel besteht, an deren Rand umlaufend kleine Rasselkörper befestigt sind. Scheibe und Stiel bestehen aus Silber oder versilberter Bronze. Die metallenen Rasselkörper aus zwei Halbschalen beinhalten jeweils ein Steinchen, sodass beim Schütteln zweifach Schläge erklingen: Die Rasselkörper schlagen gegen die Scheibe und die Steinchen gegen das Innere der Rasselkörper. Klappertrommeln in Afrika sind nicht bekannt, dafür diente das marāwe als Vorbild für afrikanische Sistren, die aus einem Kalebassenring bestehen.

### Indien, Tibet

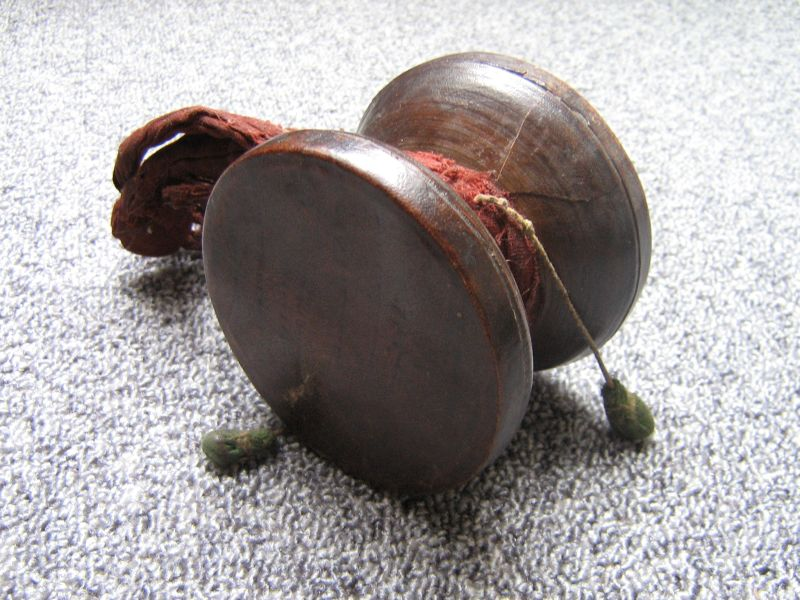
In der tibetischen Kultmusik gespielte hölzerne Klappertrommel tibetisch gcod-dar, in Indien damaru

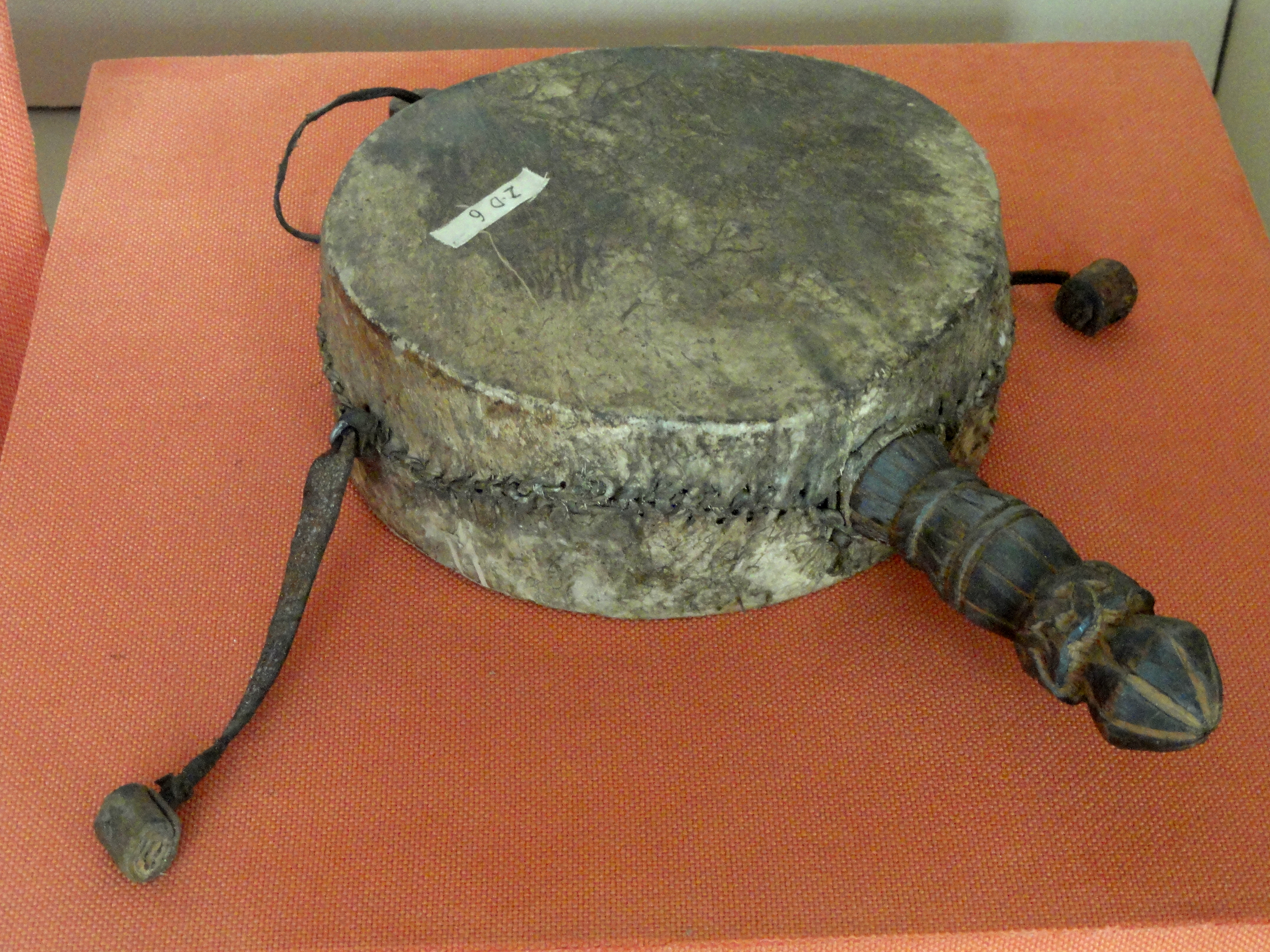
Die Ritualtrommel dtâ-bbêr-lèr (gesprochen „damberlör“, lautliche Übernahme von damaru) der Naxi im Süden Chinas ähnelt der von den Qiang gespielten ji wu.

Die in der tibetischen und indischen Musik gespielte Sanduhrtrommel damaru gehört zu dieser kultischen Tradition. In der indischen Mythologie ist die damaru ein Attribut mehrerer Götter und besonders bekannt in der Hand Shivas, der in seiner Erscheinungsform als Nataraja den kosmischen Tanz Tandava aufführt. Die rasselnde damaru symbolisiert den Klang des von Shiva neu erschaffenen Universums. Bei hinduistischen Anrufungen wird die damaru wie Zimbeln oder die Stielglocke (gante, ghanta) verwendet. In der heutigen indischen Straßenmusik ist die damaru das Instrument von Gauklern, die Affen herzeigen („Affentrommel“), Bettlern und religiösen Balladensängern.
Bei tibetisch-buddhistischen Kulten begleitet die Klappertrommel rnga-chung die Rezitation des Mönchs, wenn es darum geht, eine Gottheit herbeizurufen und ihre Aufmerksamkeit zu erhalten. Aus zwei menschlichen Schädelschalen gefertigte Klappertrommeln (thod rnga) dürfen nur ranghohe Mönche verwenden, um mit furchterregenden Gottheiten in Kontakt zu treten. Die chinesische Minderheit der Qiang, die in der im Osten an das Hochland von Tibet angrenzenden Provinz Sichuan lebt, verwendet in ihrer eigenen schamanischen Ritualtradition eine einfellige, mit einem Stock geschlagene Rahmentrommel und die kleinere zweifellige Klappertrommel ji wu mit Stiel, deren zylindrischer Korpus aus einem dünnen Holzstreifen gebogen wurde.

### Ostasien, Südostasien

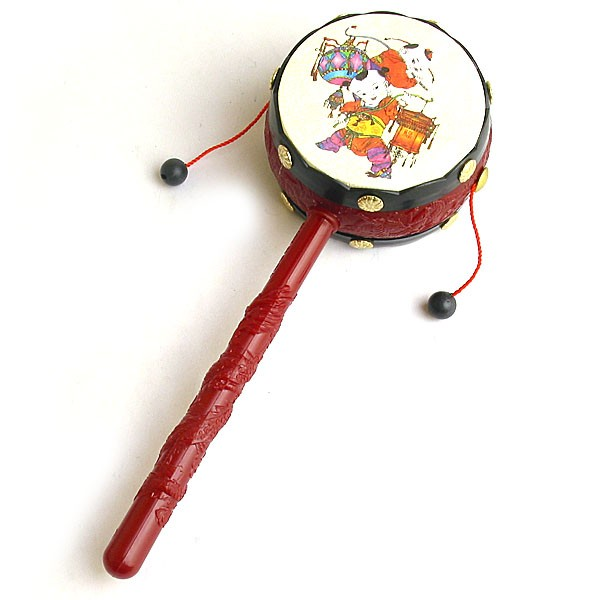
Chinesisches Kinderspielzeug bolanggu

In Ostasien kommen an Schnüren befestigte Schlagkügelchen an unterschiedlichen Trommeltypen vor, was auf eine spätere Ergänzung an bereits existierenden Trommeln hindeutet. Im chinesischen Buch der Urkunden wird laut Curt Sachs Beitrag zur Kulturkreislehre von 1929 die Klappertrommel mit dem Namen tao (chinesisch 鼗 / 鞀, Pinyin táo, W.-G. t’ao) erwähnt, folglich gab es sie in China zumindest seit dem 2. Jahrhundert v. Chr. Die taogu (chinesisch gu, „Trommel“) gehörte zu der großen Zahl von Trommeln, die in der höfischen Musik während der Tang-Dynastie (618–907) gespielt wurden. Möglicherweise entwickelte sich das Prinzip der Rasseltrommel in Ostasien aus dem Brauch, Votivobjekte an einer Stieltrommel zu befestigen, die beim Schlagen der Trommel ein zunächst nicht beabsichtigtes Nebengeräusch erzeugten. Hierauf verweist eine Abbildung in einer alten tibetischen Handschrift, die eine solcherart behängte Stieltrommel zeigt, die mit einem Stöckchen geschlagen wird. Der tönende Einsatz von Rasseltrommeln bei religiösen Ritualen könnte sich demnach aus der Praxis ergeben haben, kleine Votivgaben mit Schnüren an oder in einer Trommel zu befestigen. „Kleine Handtrommeln“, taogu, sind Kinderspielzeuge. In unterschiedlichen Größen sind die Klappertrommeln die traditionellen Signalinstrumente chinesischer Straßenhändler.
Die erste Beschreibung eines chinesischen Streichinstruments vom Typ der Röhrenspießgeige erhu ist von Ch’en Yang in seinem Werk Yüeh-shu von 1195 überliefert. Darin heißt es: „Die Hsi-ch’in ist ursprünglich ein Instrument der Barbaren. Sie stammt von den bespannten Rasseltrommeln ab und ihr Korpus gehört auch zu dieser Klasse. Der Stamm der Hsi bevorzugte dieses Instrument.“ Die Hsi waren ein mongolischer nomadischer Stamm, der zu den Donghu (Tung-hu) gehörte und unter diesem Namen erstmals in der Sui-Dynastie (581–618) erwähnt wurde. Aus der Beschreibung ergibt sich, dass das Saiteninstrument von Barbaren (Fremdvölkern) aus dem Westen oder Norden, möglicherweise von Turkvölkern stammte und den mit Haut bespannten runden Korpus einer Rasseltrommel besaß. Um diese Zeit waren in China bereits Streichinstrumente mit zwei Saiten bekannt, die mit einem zwischen den Saiten durchgeführten Reibestab in Schwingung versetzt wurden. Laurence Picken vermutet, dass ein in der Tang-Zeit hsien-t’ao genanntes Musikinstrument nicht, wie für den Namen hsi-ch’in angenommen, eine mit Saiten bespannte und zu einem Streichinstrument umfunktionierte Rasseltrommel war, auch nicht eine Zupftrommel wie die indische ektara, sondern es sich – weil der Name zur Tang-Zeit in einer Liste von Militärmusikinstrumenten auftaucht – um eine echte Rasseltrommel handelte, die für den Zweck notwendigerweise lauter als ein Streichinstrument klingen musste.
Ein musikalisches Spielzeug aus dem 19. Jahrhundert, das aus Shanghai stammt, wird im Museum of Fine Arts in Boston aufbewahrt. Die midalang genannte Rasseltrommel zeigt eine menschliche Figur, die selbst eine Rahmentrommel schlägt. Die Figur hängt drehbar seitlich am Ende eines langen Stabes. Lässt man die Figur im Kreis rotieren, schlägt der Arm der Figur (ein beweglicher Holzstab) auf die Trommel. Ähnliche Spielzeuge kommen bis heute in China vor.

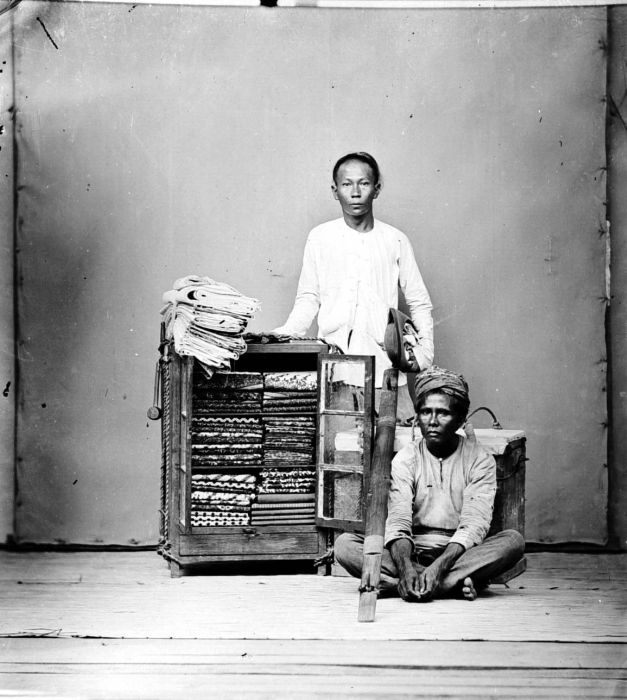
Nach ihrer Klappertrommel klontong genannte chinesische Hausierer auf Java. Semarang, 1913

Die höfische Klappertrommel heißt in Japan furitsuzumi (振鼓, „schwingende Handtrommel“) und ist eine Weiterentwicklung der chinesischen taogu mit zwei zueinander rechtwinklig auf einen Stab gespießten, fassförmigen Resonanzkörpern. Sie gehört zu der um das 8. Jahrhundert aus China importierten, klassischen Gagaku-Hofmusik und innerhalb dieser Gattung zur Tanzmusik Bugaku. Daneben gibt es die einfache, als Kinderspielzeug verwendete Variante denden daiko (でんでん太鼓), deren kreisrunder Korpus beidseitig mit bemaltem Papier bespannt ist. Denden ist lautmalerisch für das Geräusch einer Trommel, daiko benennt mit einem spezifizierenden Präfix einen bestimmten Trommeltyp, während das selbständige Wort taiko die zahlreichen unterschiedlichen Röhrentrommeln in Japan bezeichnet.
In Indonesien, vor allem auf Java, gab es während der niederländischen Kolonialzeit chinesische Hausierer, die ihre Anwesenheit mit der Klappertrommel klontong ankündigten und die selbst nach ihrem Signalinstrument benannt wurden. Die klontong besteht aus einem fassförmigen Korpus mit Handgriff und ist beidseitig mit Schlangenhaut bespannt. In der Mitte des Korpus sind gegenüber zwei Schnüre befestigt, an denen ein Wachskügelchen hängt. Die aus China eingeführte klontong wurde in die zeremonielle Musik Balis aufgenommen, wo sie in einer sanduhrförmigen Gestalt von den Gehilfen des hinduistischen Sudra-Priesters (der nicht den Brahmanen angehört, sengguhu) verwendet wird, um Geister auszutreiben. Eine kleine sanduhrförmige Trommel ohne Handgriff hält bereits eine Bhairava-Statue des Singhasari-Reiches aus dem 13. Jahrhundert in einer ihrer Hände. Sie könnte eine wie der tibetische damaru aus zwei Schädelschalen gefertigte Klappertrommel darstellen.

### Amerika
Im 1918 veröffentlichten Katalog der nach dem Stifter Frederick Stearns benannten amerikanischen Musikinstrumentensammlung ist unter der Nummer 344 eine konische Rasseltrommel von 28 Zentimetern Länge beschrieben. Die Durchmesser der mit Haut bespannten Öffnungen betragen 14 und 19 Zentimeter. Im Innern des aus der afrikanischen Sudanregion stammenden Instruments befinden sich einige feste Rasselkörper. Eine ähnliche Rasseltrommel war zu dieser Zeit bei den nordamerikanischen Hopi-Indianern unter dem Namen pur-pi-shuk-pi-po-ya bekannt. Einige weitere, in Museen erhaltene Exemplare zeigen, dass auch andere nordamerikanische Indianer einfache Schütteltrommeln mit eingeschlossenen Rasselkörpern besaßen. Die Anishinabe (Ojibwa) füllten Bleischrot in ihre zhiishiigwan genannte Rasseltrommel, die wie auch andere Rasseln nur von Medizinmännern für Heilungszeremonien oder Wahrsagungen verwendet werden durfte. Der schwedische Ethnograf Karl Gustav Izikowitz vertrat die Ansicht, dass die Indianer nach der gängigen Praxis, mehr oder weniger sakrale Dinge in Gefäßen aufzubewahren, deren tönenden Effekt beim Anschlagen zunächst nur beiläufig ausnützten. Rasseltrommeln haben sich demnach in Regionen entwickelt, in denen Rasseln und Trommeln gleichermaßen eingesetzt wurden und waren in Amerika die Vorläufer der geschlossenen zweifelligen Trommeln. Karl Izikowitz nahm damit 1935 die von Wilhelm Stauder für die Entwicklung der sumerischen Rahmentrommeln geäußerte Vermutung vorweg. Eine besondere Rasseltrommel der Ojibwa besteht aus zwei seitlich über einen Haltegriff miteinander verbundenen flachen Rahmentrommeln.

### Europa
Neben mehreren kleinen Perkussionsinstrumenten lässt Mauricio Kagel in seiner Kammermusik Match für drei Spieler von 1964 eine Klappertrommel vorführen.
Die Rasseltrommel des zweiten Typs mit eingeschlossenen Rasselkörpern kam durch den französischen Komponisten Olivier Messiaen als Effektinstrument in die klassische Musik. Bei der Uraufführung seines Werks Des Canyons aux étoiles... 1974 erzeugte eine von Messiaen géophone genannte Rasseltrommel ein an Meeresbrandung erinnerndes Geräusch. Das nachfolgend auch von weiteren Komponisten eingesetzte Geräuschinstrument wurde international als ocean drum, deutsch Ozeantrommel, bekannt und kommt heute auch in anderen Musikstilen und in der Musikerziehung zum Einsatz.